# Pseudoxenodon inornatus
Pseudoxenodon inornatus là một loài rắn trong họ Rắn nước. Loài này được Boie mô tả khoa học đầu tiên năm 1827.